# Santita
La santita és un mineral de la classe dels borats, que pertany al grup de la sborgita. Rep el seu nom per Georgi Santi (1746-1823), director del Museu d'Història Natural d'Itàlia.

## Característiques
La santita és un borat de fórmula química K[B₅O₆(OH)₄]·2H₂O. Cristal·litza en el sistema ortoròmbic. Es troba en forma de cristalls anèdrics, de fins a 0,06 mil·límetres, típicament en agregats. També es troba en forma de crostes eflorescents.
Segons la classificació de Nickel-Strunz, la santita pertany a «06.EA - Nesopentaborats» juntament amb els següents minerals: sborgita, leucostaurita, ramanita-(Rb), ramanita-(Cs), amonioborita i ulexita.

## Formació i jaciments
És un mineral molt rar, que es forma en fumaroles. Va ser descoberta l'any 1970 a Larderello, Pomarance, Província de Pisa (Toscana, Itàlia), formada probablement com a producte de la reacció entre larderel·lita i solucions riques en potassi, on es troba associada a aquest mineral i a la sassolita. També ha estat descrita al cràter La Fossa, a l'illa de Vulcano (Sicília), i al Death Valley, a Califòrnia (Estats Units), on es troba en forma de dipòsit al voltant d'una deu termal, on es troba associada a altres minerals com: aristarainita, hidroboracita, kaliborita, mcal·listerita, pinnoïta i rivadavita.